# Leon Vockensperger
Leon „Vocki“ Vockensperger (* 25. August 1999 in Rosenheim) ist ein deutscher Snowboarder.

## Werdegang
Spezialdisziplinen des für den SC Rosenheim startenden Leon Vockensperger sind die olympischen Disziplinen Big Air und Slopestyle. Seine ersten internationalen Wettkämpfe waren die Snowboard-Juniorenweltmeisterschaften 2016 auf der Seiser Alm. Dort belegte er im Slopestyle den 27., im einen Tag später stattfindenden Big Air Wettkampf den 28. Platz. Im gleichen Jahr feierte Vockensperger sein Weltcupdebüt. Beim Heimweltcup in Mönchengladbach wurde 39. von 49 Teilnehmern. Zum Abschluss der Saison 2016/17 ging Vockensperger noch einmal bei den Juniorenweltmeisterschaften an den Start. Während er den Slopestylewettkampf auf nur Platz 37 beendete, erreichte er im Finale im Big Air den 18. Platz. In der Saison 2017/18 kam er erneut nur beim Heimweltcup in Mönchengladbach zum Einsatz, den er auf Rang 46 beendete. Zum Auftakt in die folgende Saison kam er in Cardrona (Neuseeland) auf einen starken 9. Platz, sein bis dato mit Abstand bestes Weltcupresultat. Anschließend verletzte er sich und fiel für den Rest der Saison aus. Im Januar 2021 wurde er beim Slopestyle-Event im schweizerischen Laax in der Qualifikation überraschend Dritter. Im anschließenden Wettkampf konnte er sich sogar auf Rang zwei verbessern und stand somit erstmals auf dem Podest. Im Finale zeigte Vockensperger den bisher schwierigsten Trick seiner Karriere, den er sauber stehen konnte und war somit der erste deutsche Mann der im Slopestyle im Weltcup auf dem Podest stand. Im März 2021 ging Vockensperger erstmals bei den Weltmeisterschaften in Aspen an den Start. Überraschend konnte er die Qualifikation im Slopestyle gewinnen und dies deutlich mit mehr als vier Punkten vor dem zweitbesten Lyon Farrell aus den USA. Im folgenden Finalwettkampf wurde er Zehnter. Auch im Big Air erreichte er das Finale, das er als 12. beendete. 
In der Saison 2021/22 holte er im Slopestyle in Bakuriani seinen ersten Weltcupsieg und belegte zum Saisonende den vierten Platz im Park & Pipe-Weltcup sowie den zweiten Rang im Slopestyle-Weltcup. Beim Saisonhöhepunkt, den Olympischen Winterspielen 2022 in Peking, kam er auf den 29. Platz im Slopestyle und auf den 25. Rang im Big Air.

## Erfolge
Weltcup
- Bakuriani 2022: 1. Slopestyle
- Laax 2022: 5. Slopestyle
- Calgary 2022: 7. Slopestyle
- Chur 2021: 6. Big-Air
- Laax 2021: 2. Slopestyle

Weltmeisterschaften
- Aspen 2021: 10. Slopestyle, 22. Big-Air